# Ivan Adam Poch
Ivan Adam Poch (također Joannes Adamus Potsch, ili Patsch) (Austrija, oko 1732. – Varaždin, 13. siječnja 1796.), varaždinski graditelj.
Po školovanju je bio "murarius", odnosno zidarski majstor. Radio je projektne nacrte, vodio izgradnju i popravak zgrada, popločenje ulica, izmjere zemljišta i procjenu građevinskih radova. Došao je u Varaždin oko 1756. gdje je ostao do kraja života. Prvo se zaposlio kod graditelja Matije Mayerhoffera nakon čije je smrti 1758. preuzeo gradnju župne crkve sv. Nikole u Varaždinu.
Sagradio je u tom gradu župni dvor (1761.), vlastitu kuću (1763.) te palaču Chamaré de Harbuval (1779.). Vodio je pregradnju palače Czindery (1776.) i crkve sv. Florijana (oko 1777.), te obnovu crkve sv. Vida (1778. – 82.). Sačuvani su njegovi projekti za opatiju u Preseki u Križevačkoj županiji (1766.) i za pročelje crkve sv. Florijana u Varaždinu. Njegova arhitektura nosi obilježja kasnobaroknog stila.